# Општина Тарташешти (Дамбовица)
Тарташешти (рум. Tărtăşeşti) општина је у Румунији у округу Дамбовица.
Oпштина се налази на надморској висини од 116 m.